# Mine de Kalmakyr
La mine de Kalmakyr, est une mine à ciel ouvert de cuivre située dans la province de Tachkent en Ouzbékistan. Sa production a démarré en 1958.